# 柯尼希斯-克诺尔反应
柯尼希斯－克诺尔反应（Koenigs–Knorr反应）是有機化學中的一个取代反應，即用糖基鹵化物和醇反應，生成糖苷。它是一種最古老而簡單的糖基化反應。反應名稱取自Wilhelm Koenigs（1851-1906），阿道夫·冯·拜尔的學生和赫尔曼·埃米尔·费歇尔的同學，以及Edward Knorr，Koenigs的學生。
此反應最早由Koenigs和Knorr报道。他们是在碳酸銀存在下，以溴代四乙醯葡萄糖和醇反應，发现了这个反应。不久後赫爾曼·埃米爾·費歇爾和Armstrong報告了類似的發現。
这个反应的产物是立体构型专一的，新生成的-OR基团与邻位的-OAc基位于反式。其原因是乙酰氧基的双键氧原子对反应中间体邻位碳正离子产生作用，发生邻基参与效应，生成五元环的中间体，然后醇的氧原子从五元环的外侧进攻，生成-OR在-OAc另一侧的糖苷产物。酯基普遍提供良好的鄰基參與，但是醚（例如苯甲基醚、甲基醚）則不然，通常得到立體異構体的混合物。
一般而言，Koenigs–Knorr反應使用氯代和溴代的糖类，但近來使用碘代糖的应用也有所增加。
Koenigs–Knorr反應可使用其他催化劑，例如多種金屬鹽類，包含溴化汞、氧化汞、氰化汞、三氟甲磺酸銀等。
其他糖苷化方法还有費歇爾糖苷化和Helferich法（Helferich method）。